# 德欽黨
我緬人协会（羅馬化：Dóbăma Ăsì-Ăyòun），通称德欽黨，是德欽巴當於1930年5月30日建立的緬甸民族主義組織，成員以年輕且不得志的知識份子為主。“德欽”意為“主人”。其成员皆在自己的原名前冠以“德钦”两字。